# Jim Lyngvild
Jim-Martin Alexandar Konstantin Falke-Skjold Wegener Lyngvild, bedre kendt som Jim Lyngvild (født 27. december 1978 i Holbæk), er en dansk designer, forfatter og iværksætter.
Lyngvild er uddannet designer fra Fashion Design Akademiet og har desuden gået på fotografskole. Han drev gennem flere år forretningen Gespenst i København, hvor han solgte tøj af eget design. De senere år har han fungeret som modekommentator ved Ekstra Bladet, ligesom han har skrevet flere bøger.

## Karriere
Han har medvirket i Robinson Ekspeditionen, Til middag hos..., 4-stjerners Middag, 4-stjerners Rejse, Zulu Djævleræs, Jim og Ghita og Britain's Got Talent i 2009, hvor han dystede mod James Boyd i indtagelse af Ferrero Rocher-chokolader på tid. Lyngvild vandt, uden dog at slå sin tidligere rekord fra Go' Aften Danmark på 7 stk. på et minut.
I 2013 købte Lyngvild 80 vikingesmykker fra en større privat samling på sammenlagt 1000 smykker fra vikingetiden som stammede fra Østersøens kyster og Baltikum, og han forsøgte at få få private til at hjælpe med at købe af yderligere 200 smykker for at få den udstillet i Danmark, ved at sælge ting fra sin hudplejeserie Raunsborg, og give 10 kr pr. produkt til opkøbet. Indsamlingen og opkøbet blev kritiseret af flere historikere og arkæologer, da skatten var af "uklar oprindelse", og det endte med at Odense Bys Museer afbrød deres samarbejde med Lyngvild, bl.a. på grund af museumsfaglige principper for håndtering af arkæologiske genstande, da de muligvis stammede fra plyndrede grave i Rusland og Baltikum.
Jim Lyngvild har i samarbejde med familiefirmaet Plum A/S skabt Raunsborg® Nordic en skønhedsserie til kvinder og mænd og i samarbejde med Bryggeriet Vestfyen står han bag Bryggeriet Frejdahl.
Lyngvild var i 2018 med til at designe dele af Nationalmuseets udstilling om vikinger. Den blev af nogle eksperter kaldt for " Tivolisering af kulturen", og der blev også stillet spoørgsmålstegn ved et samarbejde med en "mand uden dokumenterede kundskaber", når museet lige havde fyret 34 medarbejdere". Der blev også sat spørgsmålstegn ved hans forsøg på at opkøbe vikingesmykker i 2013.
I 2021 blev et billede af kirke- og kulturminister Ane Halsboe-Jørgensen udklædt som vølve udstillet på Køge Museums udstilling Guld og guder kritiseret som værende en "reklamesøjle for okkultisme og djævelskab" og "kultleder, der går direkte imod kristendommen."
I 2022 skulle han have udstillet en række fotografier af kendte grønlændere som Nukâka Coster-Waldau, Julie Berthelsen og Aki-Matilda Høegh-Dam på kunstmuseet i Ilulissat i samarbejde med Great Greenland, men en række grønlandske aktivister kaldte det for "respektløs og racistisk" og mente at det var forkert at det "Endnu engang er ... en udefrakommende, der skal repræsentere os". Lyngvild forsvarede sig ved at bl.a. at udtale at "Denne debat handler om, hvorvidt en hvid kan tillade sig at lave kulturelt arbejde i Grønland. Jeg er godt klar over, at jeg har den forkerte hudfarve og allerede i den henseende er bagud på point i diskussionen om kulturel appropriation. Men det er omvendt racisme, når jeg bliver dømt ude, fordi jeg er hvid."

## Privat
Lyngvild voksede op i Albertslund. Hans far var alkoholiker og tidligere pornomodel og kom fra en dysfunktionel familie. Lyngvild har fire halvsøskende via sin mor. Hans far ønskede at Lyngvild skulle være bokser. Forældrene blev skilt da han var 7 år, og faren døde da han var 10 år. Om dette har Lyngvild udtalt at han "kan tydeligt huske, at jeg jublede over hans død", og han deltog ikke i begravelsen.
Fordi han ikke trivedes som barn, var han igennem 10 forskellige skoler, og som led i udredningen af, hvad der kunne være galt, fik han målt sin IQ til at være 152.
Bor sammen med sin mand, Morten Paulsen, i sin selvdesignede vikingeinspirede hus "Ravnsborg" 1 km sydvest for landsbyen Hågerup på det sydvestlige Fyn, som blev bygget bygget i 2011-2012.

## Succes i Kina
Den danske designer deltog i 2016 i et af Kinas mest sete tv-programmer, med seertal på over 200 millioner. I programmet konkurrerer designere om at lave det flotteste modetøj. Deltagelsen førte ikke til sejr, men efterfølgende solgte han sin tøj-kollektion for over 61 millioner danske kroner. Hele dette beløb valgte han at donere til en organisation, der passer på syge børn i Kina.

### Ungdomsbøger
- Nordisk mytologi (Carlsen, 2009)
- Skyggernes bog (Carlsen, 2009)
- Alfemod og ulveblod (Carlsen, 2010)
- Epos og enhjørningen (Carlsen, 2010)
- Urials krone (Carlsen, 2010)
- Skyggernes bog: På opdagelse i eventyrlandet Anglesey (Carlsen, 2011)
- Kongen: Skyggernes bog & Urials krone (Carlsen, 2012)

### Fakta-bøger
- Vild med heste (Carlsen, 2012)
- Vild med vikinger (Carlsen, 2013)
- Vild med mode (Carlsen, 2013)
- Hávamál (Staushøjgaard, 2017)

### Mode og livsstil
- Mary – prinsesse med stil (Aschehoug, 2006)
- Skøn som du er (Nyt Nordisk Forlag, 2007)
- Eye wear: Fashion, styling & makeup (Frands Jensen A/S, 2010)
- Ja, vi skal giftes! (Politikens Forlag, 2010)
- Vild med Mary (Politikens Forlag, 2011)
- Europas kronprinsesser (Politikens Forlag, 2012 sammen med Karen Seneca)
- Mit vilde vikingekøkken (Lindhardt & Ringhof, 2013)

### Romaner
- Schyyy...! (Lindhardt & Ringhof, 2010)

### Selvbiografi
- Møgunge (Politikens Forlag, 2016)
- Grand danois (Staushøjgaard, 2018)

### Fotobog
- Danmarks konger og dronninger – fra Gorm til Margrethe II (Frydenlund, 2019)